# Fatih Tekke
Fatih Tekke (ur. 9 września 1977 w Sürmene) – były turecki piłkarz występujący na pozycji napastnika.

## Kariera klubowa

### Początki
Fatih Tekke urodził się w małej mieścince Sürmene w prowincji Trabzon. Tu w juniorskich zespołach Trabzonsporu strzelał wiele bramek, co zaowocowało podpisaniem profesjonalnego kontraktu z czołowym tureckim klubem już w 1994 roku.

### Trabzonspor
Tekke debiutował w 1. drużynie w wieku 17 lat. Był to sezon 1996/1997. Do końca rozgrywek miał na koncie 4 mecze, a jego klub zajął w lidze wysokie 2. miejsce, a także zdobył Puchar Turcji. Tak szybki start w seniorach wróżył mu dużą karierę, co udowodnił już w następnym sezonie, kiedy to zagrał w pięciokrotnie większej liczbie spotkań, a w dodatku zdobył 3 premierowe gole, a Trabzonspor znów został wicemistrzem Turcji. W kolejnych rozgrywkach Fatih jednak nie poczynił oczekiwanych postępów - zagrał w 19 meczach i 3 razy trafił do siatki, co stanowiło prawie identyczny dorobek, jak przed rokiem. Udało mu się jednak wraz z kolegami dotrzeć do finału Pucharu Turcji, którego ostatecznie nie udało się zdobyć. Następny sezon 20-letni wówczas piłkarz zaczął jeszcze w barwach Trabzonsporu, lecz po 2 meczach został wypożyczony do Altay S.K.

### Altay S.K. i Gaziantepspor
W Altay S.K. Turek wreszcie potwierdził drzemiący w nim potencjał. W 24 potyczkach zdobył 8 bramek, a najbardziej w pamięci kibiców utkwił wygrany przez Altay 5-4 mecz z Galatasaray SK, kiedy to Tekke zdobył hat-tricka i tym samym przyćmił wielką gwiazdę drużyny przyjezdnej - Hakana Şüküra. Po tym sezonie Fatih zadebiutował w reprezentacji. Niedługo potem napastnik doznał dramatu, gdyż kontuzja wyłączyła go z gry na czas 6 miesięcy. Gdy okres wypożyczenia się skończył, Tekke, rad nie rad, musiał wrócić do Trabzonsporu. Pierwsze 0,5 roku Fatih leczył kontuzję, lecz gdy już był w pełni sił, nie przebił się do podstawowego składu. Przez 2 lata rozegrał 38 meczów i zaledwie 6-krotnie trafiał do siatki. Kolejną szansą do zaistnienia w światowej piłce dało Turkowi wykupienie jego karty przez Gaziantepspor. Tekke świetnie się tu czuł i mówił, że już nigdy nie wróci do poprzedniego klubu. Strzelał bardzo dużo bramek, przez co powrócił do kadry narodowej. Zawstydzeni działacze Trabzonu postanowili za wszelką cenę odzyskać Tekke, co w końcu im się udało na początku sezonu 2002/2003.

### Powrót do Trabzosnporu i Zenit St. Petersburg
Za trzecim podejściem Tekke wreszcie stał się podstawowym zawodnikiem drużyny. Strzelał bardzo dużo bramek (najwięcej w sezonie 2004/05; został wtedy królem strzelców ligi), regularnie zaczął występować w kadrze. Mimo niskiego wzrostu, sporo razy trafiał do siatki głową. Po tak świetnej grze Turkiem zainteresowały się zagraniczne kluby: Feyenoord, Everton F.C., Wigan Athletic, Arsenal F.C. i Hertha BSC, lecz Tekke niespodziewanie wybrał propozycję Zenit Petersburga, przez co stał się 16. najdroższym piłkarzem świata w roku 2006. Rosjanie zapłacili za niego aż 13,6 mln dolarów. W Rosyjskiej Premier Lidze debiutował 6 sierpnia w spotkaniu z Szynnikiem Jarosławl i od razu strzelił jedyną bramkę w meczu, zapewniając drużynie zwycięstwo 1-0.

## Kariera w liczbach
| Sezon     | Klub                 | Kraj   | Rozgrywki                       | Mecze | Bramki |
| --------- | -------------------- | ------ | ------------------------------- | ----- | ------ |
| 1994/1995 | Trabzonspor          | Turcja | Turecka Superliga               | 4     | 0      |
| 1995/1996 | Trabzonspor          | Turcja | Turecka Superliga               | 20    | 3      |
| 1996/1997 | Trabzonspor          | Turcja | Turecka Superliga               | 19    | 3      |
| 1997/1998 | Trabzonspor          | Turcja | Turecka Superliga               | 2     | 0      |
| 1997/1998 | Altay S.K.           | Turcja | Turecka Superliga               | 24    | 8      |
| 1998/1999 | Trabzonspor          | Turcja | Turecka Superliga               | 16    | 4      |
| 1999/2000 | Trabzonspor          | Turcja | Turecka Superliga               | 21    | 2      |
| 2000/2001 | Gaziantepspor        | Turcja | Turecka Superliga               | 31    | 15     |
| 2001/2002 | Gaziantepspor        | Turcja | Turecka Superliga               | 24    | 12     |
| 2002/2003 | Gaziantepspor        | Turcja | Turecka Superliga               | 2     | 1      |
| 2002/2003 | Trabzonspor          | Turcja | Turecka Superliga               | 28    | 13     |
| 2003/2004 | Trabzonspor          | Turcja | Turecka Superliga               | 24    | 11     |
| 2004/2005 | Trabzonspor          | Turcja | Turecka Superliga               | 34    | 31     |
| 2005/2006 | Trabzonspor          | Turcja | Turecka Superliga               | 28    | 21     |
| 2006      | Zenit St. Petersburg | Rosja  | Priemjer-Liga                   | 24    | 11     |
| 2007      | Zenit St. Petersburg | Rosja  | Priemjer-Liga                   | ?     | ?      |
|           |                      |        | Łącznie w Tureckiej Superlidze  | 277   | 124    |
|           |                      |        | Łącznie w Rosyjska Premier Liga | 15    | 4      |